# Lehliu (Călărași)
Lehliu é uma comuna romena localizada no distrito de Călăraşi, na região de Muntênia. A comuna possui uma área de 56.68 km² e sua população era de 2848 habitantes segundo o censo de 2007.